# 데이비드 커크
데이비드 커크(David Kirk, 본명: 데이비드 블레어 커크, David Blair Kirk, 1960년 ~ )는 컴퓨터 과학자이자 전 엔비디아 수석 과학자 및 아키텍처 부사장이다. 2019년 현재 그는 DigitalDx Ventures의 벤처 파트너이자 독립 컨설턴트 및 고문이다.
커크는 매사추세츠 공과대학교에서 기계공학 학사 및 석사 학위를, 캘리포니아 공과대학교에서 컴퓨터 과학 석사 및 박사 학위를 받았다. 1989년부터 1991년까지 커크는 휴렛팩커드의 아폴로 시스템 사업부에서 엔지니어로 일했다. 1993년부터 1996년까지 커크는 비디오 게임 제조사인 크리스탈 다이내믹스의 수석 과학자 및 기술 책임자였다. 1997년부터 2019년까지 그는 엔비디아의 수석 과학자였고 엔비디아 펠로우이다.
2002년 커크는 고성능 그래픽 하드웨어를 대중 시장에 제공하는 데 기여한 공로로 ACM SIGGRAPH 컴퓨터 그래픽스 성취상을 받았다. 2006년 커크는 개인용 컴퓨터에 고성능 그래픽을 제공한 공로로 미국공학한림원 회원으로 선출되었다.
커크는 그래픽 디자인 및 기본 그래픽 알고리즘과 관련된 50개의 특허 및 특허 출원의 발명가이다.

## 저서
- David B. Kirk; Wen-mei W. Hwu (2012). 《Programming Massively Parallel Processors: A Hands-on Approach》 2판. Elsevier/Morgan Kaufmann. ISBN 978-0-12-391418-7.

## 참고자료
1. ↑  DNB
2. 1 2  “David Kirk”. 《DIGITALDX》.
3. ↑  Kirk, David B.; Hwu, Wen-mei W. (2016년 11월 24일). 《Programming Massively Parallel Processors》. 《Elsevier》 (Morgan Kaufmann). ISBN 978-0-12-811986-0.
4. ↑  “David Kirk”. 《research.nvidia.com》. 2018년 6월 30일에 원본 문서에서 보존된 문서. 2020년 4월 11일에 확인함.
5. ↑  “Dr. David B. Kirk Selected to Receive 2019 IEEE CS Seymour Cray Computer Engineering Award”. 《IEEE Computer Society》. 2019년 10월 2일.
6. ↑  Crothers, Brooke (2009년 1월 28일). “Nvidia names Stanford scientist its research chief”. 《CNET》. Kirk is the inventor of 50 patents and patent applications relating to graphics design and holds B.S. and M.S. degrees in mechanical engineering from the Massachusetts Institute of Technology and M.S. and Ph.D. degrees in computer science from the California Institute of Technology.